# Distretto di Shahjahanpur
Il distretto di Shahjahanpur è un distretto dell'Uttar Pradesh, in India, di 2 549 458 abitanti. È situato nella divisione di Bareilly e il suo capoluogo è Shahjahanpur.